# Rina
Rina je ženské křestní jméno nejasného původu. Je považováno za zdrobnělinu řeckého jména Kateřina.
Též pochází z hebrejského jména Rinah znamenající radost.
V Sanskrtu znamená rozplynulá, ztracená.
V japonském přepisu to je složenina svou slov. Ri (莉) jasmína nebo vesnice (里). Na (菜) je výraz pro zeleninu či zelenou.

## Známé nositelky
- Rina Aiuči, japonská zpěvačka
- Rina Aizawa, japonská herečka
- Rina Akijama, japonská herečka
- Rina Banerjee, indo-americká umělkyně
- Rina Brundu, italská spisovatelka
- Puspitasari Rina Dewi, indonéská lukostřelkyně
- Rita Hill, australská atletka
- Rina Chichen, japonská zpěvačka a herečka
- Rina Ketty, francouzská zpěvačka
- Rina Koike, japonská herečka
- Rina Lasnier, kanadská básnířka
- Rina Mimoun americká televizní tanečnice, scenáristka a producentka
- Rina Misaki, japonská dabérka
- Rina Nakaniši, japonská zpěvačka
- Rina Sató, japonská herečka
- Rina Schenfeld, izraelská choreografka a tanečnice
- Rina Thieleke, německá krasobruslařka
- Rina Učijama, japonská herečka
- Rina Zeljonaja, sovětská herečka